# プラット・アンド・ホイットニー PW6000
PW6000はエアバスA318用に設計された推力域が18,000から24,000 lbf (82 から109 kN)である高バイパス比のターボファンエンジンである。

## 設計と開発
プラット・アンド・ホイットニーは単純な構造で整備費と重量と燃料消費を抑えることに主眼を置いたエンジンを設計した。しかし試験の結果、当初の5段式の高圧圧縮機のブレードを基にした設計が燃料の燃焼性能に適合しないことが明らかになった。その結果、多くのこれまでの顧客がライバルであるCFMインターナショナル CFM56-5に切り替えた。この問題を解決するためにMTUエアロ・エンジンズによって設計された6段式の高圧圧縮機に更新することで所定の性能に達し、再認証を受けた。
このエンジンは2000年8月21日にプラッツバーグ国際空港(KPBG)から試験飛行に飛び立ち1時間20分の飛行を成功裏に完了した。このエンジンの最終組み立てはMTUエアロ・エンジンズの工場のあるドイツのハノーファーで行われる。
アメリカウエスト航空とCIT エアロスペースはPW6000をエアバスA318に採用した。それらは2006年に納入を予定していたが履行されなかった。
ラン航空は2005年8月15日PW-6000エンジンを動力とする15機のエアバスA318用に計34基のエンジンを予定する。(30基搭載で4基は予備) 更にオプションとして25機の航空機に予定する。もしラン航空が全てのオプションを購入すればエンジン数は56基(50基搭載、6機予備)になる。
ラン航空は2005年8月に計34基のPW-6000エンジン(30機搭載、4基予備)を動力とする15機のエアバスA318を発注した。さらにラン航空はプラット・アンド・ホイットニーを動力とする最大25機のオプションに調印した。ラン航空は全てのオプションの実行により56基(50機搭載、6基予備)運用する予定である。ラン航空の発注の前に84機のCFM56-5を動力とするA318が既に発注され2005年12月の時点で28機が運用中であった。

## 派生機種
- PW6122A は推力98.3 kN (現在のA318に搭載)
- PW6124A は推力105.9 kN

## 仕様 (PW6000)
| 項目               | PW6122         | PW6124         |
| ------------------ | -------------- | -------------- |
| 圧縮機の種類       | 軸流式         | 軸流式         |
| タービンの種類     | 軸流式         | 軸流式         |
| 燃焼器の種類       | 環状燃焼器     | 環状燃焼器     |
| ファンの段数       | 1段            | 1段            |
| 低圧圧縮機の段数   | 4段            | 4段            |
| 高圧圧縮機の段数   | 6段            | 6段            |
| 高圧タービンの段数 | 1段            | 1段            |
| 低圧タービンの段数 | 3段            | 3段            |
| 軸数               | 2軸式          | 2軸式          |
| 全長               | 2,743 mm       | 2,743 mm       |
| 直径               | 1,435 mm       | 1,435 mm       |
| 乾燥重量           | 2,283 kg       | 2,283 kg       |
| 推力               | 98.3 kN        | 105.9 kN       |
| バイパス比         | 5.0:1          | 4.8:1          |
| 圧縮比             | 26.1:1         | 28.2:1         |
| 空気流量           | 約295 kg/s     | 約295 kg/s     |
| 燃料消費           | 約1,4 kg/s     | 約1,4 kg/s     |
| N1速度             | 最大 6,405/分  | 最大 6,405/分  |
| N2速度             | 最大 18,850/分 | 最大 18,850/分 |

## 搭載機
- エアバス A318